# The Woman in White
The Woman in White é um filme mudo britânico de 1929, do gênero drama policial, dirigido por Herbert Wilcox e estrelado por Blanche Sweet, Haddon Mason e Cecil Humphreys, com roteiro baseado no romance homônimo de Wilkie Collins.

## Elenco
- Blanche Sweet - Laura Fairlie / Anne
- Haddon Mason - Walter Hartwright
- Cecil Humphreys - sir Percival Glyde
- Louise Prussing - Marion Halcombe
- Frank Perfitt - conde Fosco
- Minna Grey - condessa Fosco